# Adolf Zoeppritz
Georg Florentin Adolf Zoeppritz (* 9. November 1855 in Darmstadt; † 5. November 1939 in Garmisch-Partenkirchen) war ein deutscher Ingenieur und maßgeblich an Bauprojekten des Deutschen und Österreichischen Alpenvereins, so auch am Kreuzeckhaus (auch Adolf Zoeppritz-Haus genannt), beteiligt.

## Leben

### Herkunft und Familie
Adolf Zoeppritz wurde als Sohn des Fabrikanten Karl Zöppritz und dessen Ehefrau Margarethe Sophie Weidenbusch (1813–1881) geboren.
Er hatte acht Geschwister:
- Carl (1838–1885), Dr. phil., Privatdozent der Mathematik und Theoretischen Physik in Tübingen, Professor in Gießen und Königsberg
- Georg Ludwig Victor (* 1839), Kaufmann, Fabrikant in Darmstadt, Paris, Neubolheim
- Christian Wilhelm Rudolf (1841–1873), Dr. phil., Privatgelehrter
- Catharina Margarethe Elisabeth (Elsa) (1845–1921), 1. ⚭ 1869 Bernhard von Kugler, Dr. phil., Professor für Geschichte in Tübingen, 2. ⚭ 1902 Karl Friedrich Ludwig Ernst Höpfner, * 1836
- Adelheid (* 1847), ⚭ 1865 mit Wilhelm Tröltsch, Kaufmann in Alexandria, Fabrikant in Weißenburg, Kgl. Bayer. Kommerzienrat
- Karl Hermann (* 1851), Kaufmann in London
- Otto Stefan Friedrich (1853–1922), Kaufmann und Fabrikbesitzer in Mergelstetten, Vater des Seismologen Karl Bernhard Zoeppritz und des Chemikers, Fabrikanten und Anthroposophen Rudolf Zoeppritz
- Karl Adam

Adolf heiratete im August 1887 in Heidenheim Emma Sapper. Aus der Ehe gingen die Töchter Margarethe und Erika sowie der Sohn Hellmuth hervor. Adolf und Emma konnten 1937 das Fest der Goldenen Hochzeit feiern.

### Ausbildung und Beruf
Nach dem Abitur am Gymnasium in Darmstadt im September 1872 studierte Adolf Maschinenbau und andere Fächer an der Technischen Hochschule Hannover. Von 1875 bis 1876 leistete er seinen Militärdienst als Einjährig-Freiwilliger beim Garde-Pionier-Bataillon in Berlin. Dabei absolvierte er ein Offiziersexamen. Er setzte sein Studium in Hannover fort und schloss das Ingenieurstudium am 2. Juli 1879 ab. Bevor er von 1881 bis 1882 als Assistent für mechanische Technologie an der TH Hannover tätig war, fand er nach dem Studium für die Dauer von drei Jahren eine Beschäftigung in Nordschweden. In den Folgejahren besuchte er Kurse an der Webschule in Aachen und volontierte bei der dortigen Walk- und Tuchfabrik Carl Nellessen und vertiefte sein Wissen mit einer Reise in die Städte Florenz, Genf, Lyon, Marseille, Nizza und San Remo. Zoeppritz kam am 9. November 1885 mit einer schweren Rippenfellentzündung ins Aachener Spital und kurierte 1886 im Hotel Seehof in Davos-Dorff.
Wieder genesen, wurde er 1888 Chefingenieur bei der Firma Schumann & Köppe in Leipzig. Diese Funktion nahm er bis zu seiner schweren Lungenerkrankung im Jahre 1889 wahr. Eine erneute Kur in Davos brachte 1891 Heilung, so dass er im folgenden Jahr in Zürich ein Studium der Elektrizitätslehre aufnehmen konnte. 1893 wurde er Direktor der Elektrizitätswerke in Davos-Platz. Diese Position hatte er bis 1899 inne, als er mit seiner Frau und den Kindern nach Garmisch-Partenkirchen verzog. Hier wollte er – genesen von schweren Erkrankungen – den Frühruhestand verleben.

### Aktivitäten für den Deutschen und Österreichischen Alpenverein
Zoeppritz trat der 1887 gegründeten Sektion Garmisch-Partenkirchen des DuOeAV bei und war von 1901 bis 1933 ihr erster Vorsitzender. Bereits im ersten Jahr seines Vorsitzes begann er, seinen Plan für die Erschließung der Höllentalklamm für Wanderer umzusetzen. So übernahm Zoeppritz aufopferungsvoll persönlich die Bauleitung mit dem Grainauer J. Ostler (Bergführer) und J. Weißenbach (Vorarbeiter, Sprengmeister). In vier Jahren Bauzeit mit rund 600 Arbeitstagen wurden 2500 kg Sprengstoff gezündet, 14.000 kg Eisenteile, 2000 m Wasserrohr, 750 m Drahtseil, 140 Zentner Zement eingebaut und 70 kg Kohlen zum Schmieden verwendet. Die Gesamtkosten beliefen sich auf ca. 65.000 Mark. Zoeppritz nahm für seine Ingenieurs- und Aufsichtstätigkeiten keinen Lohn und stiftete ein Kruzifix aus Bronze als Dank dafür, dass das äußerst gefährliche Unternehmen ohne einen größeren Unfall abgelaufen war. Es wurde hinter der Wendeltreppe am gewaltigen Klemmblock über dem Klammweg angebracht, wo es auch heute noch dank seiner exponierten Lage alle Wirrnisse vergangener Zeiten überdauerte.
Am 15. August 1905 wurde die Klamm offiziell eröffnet.
Zum 25. Geburtstag der Klamm errichtete er ein eigenes Elektrizitätswerk. Seitdem ist die Klamm zur Freude aller Besucher auch bei schwierigen Lichtverhältnissen begehbar.

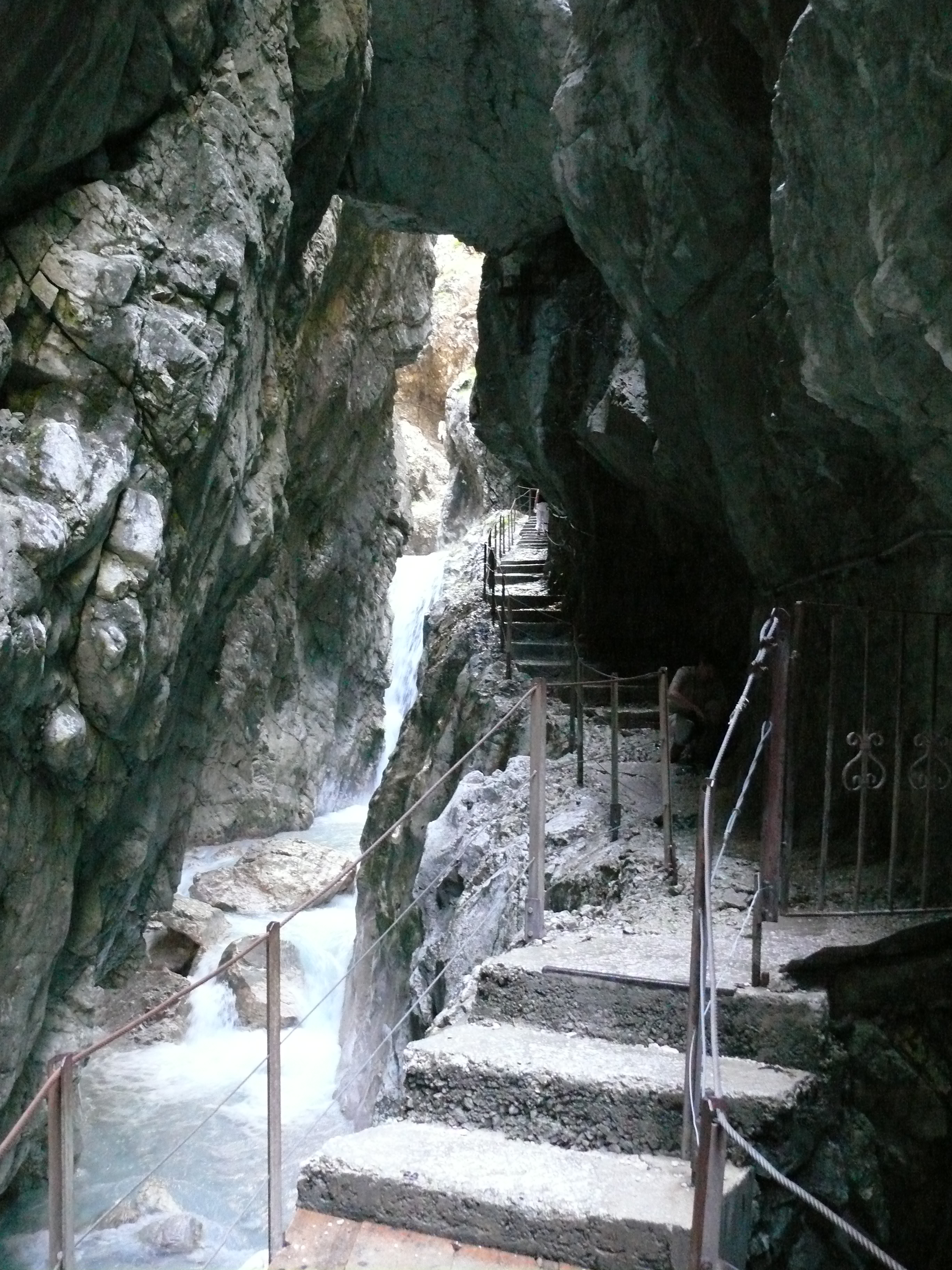
Höllentalklamm

Die Erschließung der Partnachklamm im Jahre 1912 geht auch auf seine Initiative zurück. Bei den Arbeiten konnte Zoeppritz auf die beim Bau der Höllentalklamm gesammelten Erfahrungen zurückgreifen.
Die Bobbahn in Garmisch-Partenkirchen wurde von ihm geplant. 1909 wurde mit dem Bau begonnen. Im Jahr darauf konnte die (spätere) Olympia-Bobbahn eingeweiht werden.
Daneben war er maßgeblich am Bau von Unterkunftshäusern des DuOeAV beteiligt:
- 1901 Hochalmhütte am Fuße der Alpspitze
- 1906 Kreuzeckhaus, auch als Adolf Zoeppritz-Haus bekannt
- 1911 Wankhaus (Alois-Huber-Haus) im Estergebirge
- 1920 Stuibenhütte am Stuiben (Wetterstein)
- 1922 Oberreintalhütte im Wettersteingebirge

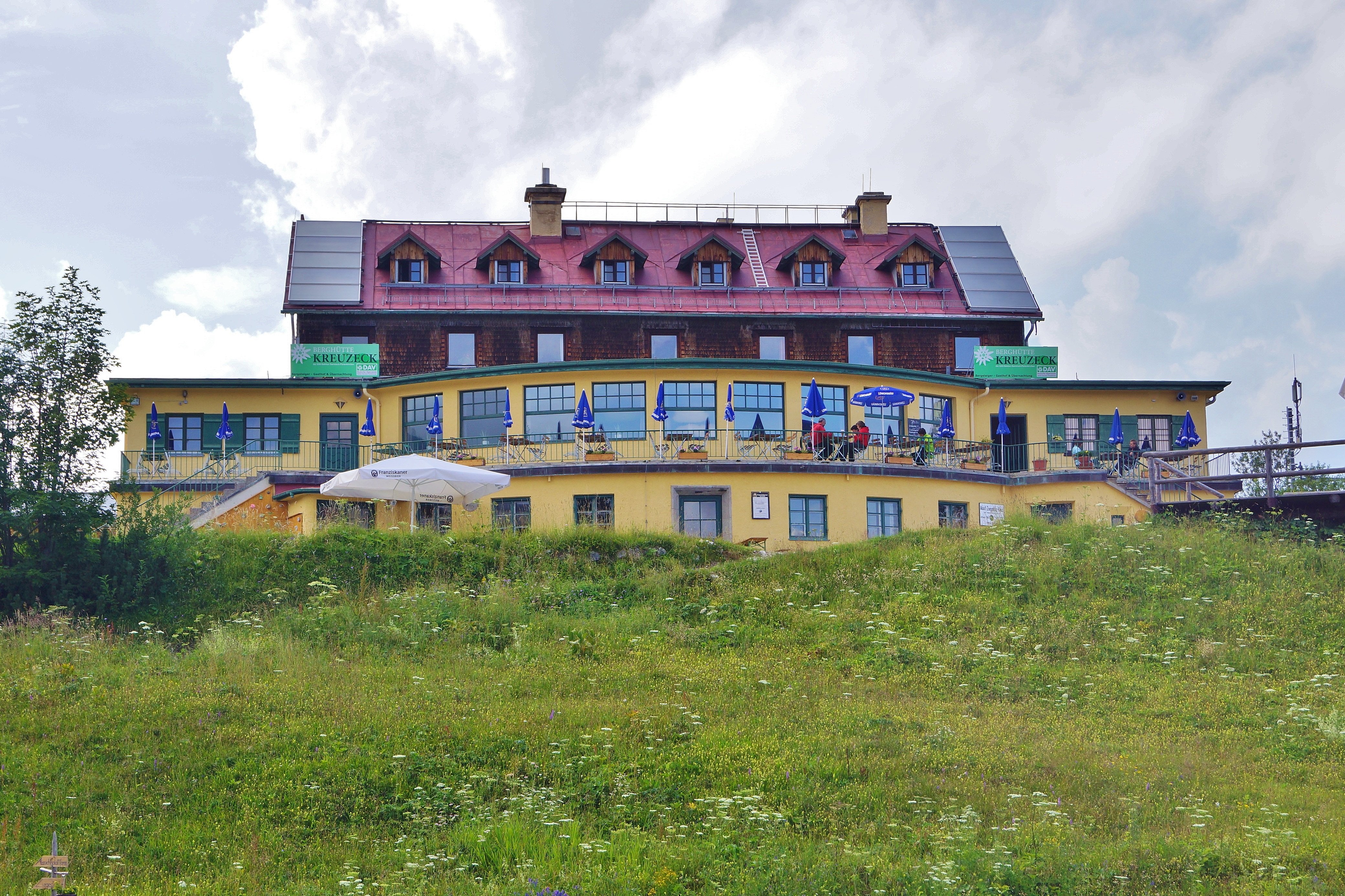
Kreuzeckhaus (Adolf Zoeppritz-Haus)

Die Errichtung des Steigs vom Kreuzeck über das Hupfleitenjoch in das Höllental im Jahre 1909 geht ebenso auf sein Konto wie die Fertigstellung des Weges vom Oberreintal zum Schachen (Wetterstein) im Jahre 1913.

### Andere Aktivitäten
Zoeppritz war der Vorsitzende des Verschönerungsvereins Garmisch, des späteren Verkehrs- und Wintersportvereins Garmisch. In dieser Funktion war er für den Bau des Kramerplateauweges sowie des Kurhauses Garmisch verantwortlich. Er gehörte auch dem Verein Deutscher Ingenieure (VDI) und dem Bayerischen Bezirksverein des VDI an.

### Sonstiges
Am 17. Juni 1913 war Adolf Trauzeuge bei der Hochzeit des Philosophen Ernst Bloch mit der Rigaer Bildhauerin Else von Stritzky.
Während der Zeiten großer Not im Ersten Weltkrieg unterstützte Zoeppritz das Kriegshilfswerk mit großzügigen Spenden.

### Ehrungen
- 1925 Ehrenbürger von Garmisch-Partenkirchen